# Andezit
Az andezit felszínre kerülő láva kihűlése, megszilárdulása után keletkező kőzet. A semleges (SiO2 tartalma ~56–63%), kiömlési vulkanikus kőzetek közé sorolják, de az 5 km-nél nem mélyebben megrekedő ilyen összetételű kőzet is andezit. E mélység alatt kismélységi, neve dioritporfir, nagymélységi változata a diorit. Ha kora meghaladja a 65 millió évet (paleovulkanit), akkor dioritporfirit a neve. Nagyrészt plagioklászföldpátból és színes ásványokból (biotit, amfibol, piroxének) áll. A fiatal gyűrt hegységekben nagy mennyiségben megtalálható. Nevét az Andok-hegységről kapta.
Magyarországon megtalálható a Börzsönyben, a Cserhátban, a Mátrában, a Zempléni- és a Visegrádi-hegységben. Évszázadok óta kedvelt az emberek körében, mivel bányászata kevesebb munkával jár, mint más kőzetek kitermelése, hiszen nagyrészt a felszínen található. Az andezit törmelékes szerkezetű változata az andezittufa, lávából és hamuból jön létre.

## Keletkezése
Az andezit a felszínre került magma megszilárdulása (900–1100 °C) után keletkezik.

## Jellemzői
- Szín: barnás-szürke, szürke, sötétszürke, fekete.
- Az andezit a Kárpát-medence egyik leggyakoribb vulkanikus kőzete, bár a vegyelemzések gyakran vezetnek dácittá sorolásukhoz, mivel megjelenésük nagyon hasonló lehet. A pontos szilícium-tartalom dönti el, hogy a kőzet andezit, trachit vagy dácit.

## Az andezit előfordulása más bolygókon
Az andezit olyan kőzettípus, amely más bolygón is megtalálható a Naprendszerben. Ma már a Marsról is ismerünk andezites összetételű kőzeteket a MER űrszondák mérései alapján. A meteoritok körében is találtak már olyan ásványtársulást, amelyik andezites jellegű. Igaz azonban, hogy ez a földi boninitre hasonlít inkább, amely az andezitnek egy nagy magnézium tartalmú változata. Tokiótól délre, a Bonin-szigeteken fordul elő, Japánban, onnan kapta a nevét is.
További információ: magmás kőzetek

## Felhasználás
- útépítéseknél (betonburkolatban és aszfaltburkolatban zúzalékanyag)
- burkolóanyag (járólapok, térkövek készítése)
- falazóanyag
- vasúti ágyazat alapanyaga
- házak alapozása
- szobrok, dísztárgyak, ékszerek alapanyaga